# پی‌ال‌زد پی.۱۰۱ گاورن
پی‌.زد.ال‌-۱۰۱ گاورن (به انگلیسی: PZL-101_Gawron) یک هواگرد ملخ‌پیشین تک‌موتوره از نوع  ترابری ساخت شرکت WSK-Okęcie است. هواگرد پی‌.زد.ال‌-۱۰۱ گاورن نخستین پروازش را در ۱۴ آوریل ۱۹۵۸ میلادی انجام داد. در مجموع، تعداد ۳۲۵ فروند از این هواگرد ساخته شده‌است.